# Bárbara Piñeira Calero
Bárbara Piñeira Calero (Málaga, 21 de abril del 2002) es una jugadora de balonmano y balonmano playa que juega de primera línea en el Salma Adesal y en el CBP Maravillas.

## Trayectoria
Criada en la prolífica canteria del Balonmano Maravillas de Benalmádena saltó al segundo equipo del Costa del Sol, el Antequera Costa del Sol, en la temporada de la pandemia, Aun siendo de categoría juvenil participó con el primer equipo malacitano en muchas de las competiciones que el equipo disputó, compaginando sus apariciones con el primer y el segundo equipo.
Se alzó campeona de la Copa de la Reina del temporada 2019-20 (con un pase a la final épico con un gol determinante en la tanda de lanzamientos de siete metros que dirimió el finalista).
Las temporadas 2020-21 y 2021-22 formó parte de las convocatoria sdel Costa del Sol Málaga en la competición europea de la EHF European Cup, donde alcanzó un subcampeonato.
Se mantuvo en el segundo equipo hasta la temporada 2023, siendo la 2022-23 su última temporada en  División de Honor Plata, con el Antequera Costa del Sol. Tras no sacar equipo en competición nacional se incorporó a los entrenamientos de pretemporada del primer equipo del Costa donde jugó la temporada 2023-24, consiguiendo con su club la clasificación a la fase de grupos de la EHF European League. En mayo de 2024 se anunció su salida del club costasoleño y recaló en el equipo de División de Honor Oro Salma Adesal de Córdoba. Tras una gran temporada con el conjunto califal, dónde metió más de 100 goles, volvió a Málaga.

### Clubes
- 2019-20: Maravillas Benalmádena
- 2020-23: Antequera Costa del Sol (División de Honor Plata; compaginó apariciones con el equipo de División de Honor)[9]
- 2023-24: Costa del Sol Málaga
- 2024-25: Adesal Córdoba
- 2025-: Costa del Sol Málaga

### Datos(a fecha de junio de 2024):[10][11][12][13][14]
|          | DH | DHP | Copa | EHF |
| -------- | -- | --- | ---- | --- |
| Partidos | 22 | 56  | 4    | 20  |
| Goles    | 27 | 214 | 3    | 9   |

### Selección española
Bárbara participó en las selecciones juveniles españolas y fue convocada una vez con las «Guerreras Junior». En 2019 fue convocada para el Campeonato de Europa Juvenil de 2019, celebrado en Croacia y para el Festival Olímpico de la Juventud Europea de Bakú.

### Balonmano Playa
Juega en las competiciones españolas de balonmano playa (Copa de España, Campeonato de España y Arena Handball Tour) con el equipo senior del Balonmano Maravillas, con el que se proclamó subcampeona de España en 2023 y campeona de la Copa de España en 2024.
Internacional con la selección española de balonmano playa, dónde juega de ala izquierda, fue integrante del equipo que participó y se alzó con la medalla de plata en los Juegos Europeos de 2023 en Cracovia, donde compartió equipo con Alba Díaz, Jimena Laguna, Patricia Encinas y Virginia Fernández.

## Palmarés

### Clubes
- 1 x Supercopa de España (2020)[19]
- 1 x Copa de la Reina (2020)[20]

#### Balonmano playa
- 1 x Copa de España (2024)[16]

### Selección Española de Balonmano Playa
- Medalla de Plata en los Juegos Europeos (2023)[21]